# Bonaspeia longidentis
Bonaspeia longidentis är en insektsart som beskrevs av Davies 1987. Bonaspeia longidentis ingår i släktet Bonaspeia och familjen dvärgstritar. Inga underarter finns listade i Catalogue of Life.